# Estação Pérez Bonalde
A Estação Pérez Bonalde é uma das estações do Metrô de Caracas, situada no município de Libertador, entre a Estação Propatria e a Estação Plaza Sucre. Administrada pela C. A. Metro de Caracas, faz parte da Linha 1.
Foi inaugurada em 2 de janeiro de 1983. Localiza-se no cruzamento da Avenida El Atlántico com a 5ta Avenida. Atende a paróquia de Sucre.